# Asystasia gangetica
Asystasia gangetica é uma espécie de planta da família Acanthaceae. É comummente conhecida como o violeta-chinês, coromandel. Na África do Sul esta planta pode simplesmente ser chamada de asystasia.